# Rantaniemensaari
Rantaniemensaari är en ö i Finland. Den ligger i Kemi älv och i kommunen Keminmaa i den ekonomiska regionen  Kemi-Torneå  och landskapet Lappland, i den norra delen av landet, 600 km norr om huvudstaden Helsingfors. Öns area är 0,3 hektar och dess största längd är 80 meter i nord-sydlig riktning.